# Е. К. Грејлинг
Ентони Клифорд "Е. К." Грејлинг (рођен 3. априла 1949) је британски филозоф. До јуна 2011. године је био професор филозофије на Биркбеку, Универзитет у Лондону, где је предавао од 1991. године.
Грејлинг је написао око 30 књига о филозофији, укључујући Побијање скептицизма (1985), Будућност моралних вредности (1997), Значење ствари (2001), Добра књига (2011), и Расправа о Богу (2013).
Његови главни истраживачки интереси су у пољима епистемологије, метафизике и филозофске логике. Један је од заступника покрета новог атеизма и понекад се описује као 'пети јахач новог атеизма'. Такође је један од тројице интелектуалаца које су британски медији назвали несвето тројство (друга двојица су Ричард Докинс и покојни Кристофер Хиченс). Грејлинг се појављује у британским медијима и расправља о филозофији.

## Детињство, младост и образовање
Грејлинг је рођен и одрастао је у Северној Родезији (сада Замбији), у британској породици. Похађао је неколико школа у Јужној Родезији. Први пут се сусрео са филозофијом када је у локалној библиотеци пронашао енглески превод Платоновог дела Гозба.
Грејлинг је био треће дете. Када је имао 19 година, његова старија сестра Џенифер је убијен у Јоханезбургу. Рођена је са оштећењем мозга и након операције када је имала 20 година, доживела је проблеме личности које су довели до превременог брака. Пронађен је мртава у реци убрзо након брака; избодена. Када су њени родитељи отишли да потврде да је то она, мајка којој је већ било лоше је добила срчани удар и преминула. Грејлинг је рекао да се борио са тугом тако што је постао воркохолик.
Након што се преселио у Енглеску у својим тинејџерским годинама провео је три године студирајући на универзитету Сасекса. Каже да иако се дивио њиховој намери да обучи стручњаке разних профила, желео је да буде научник, тако да је поред дипломе са Сасекса такође дипломирао филозофију на универзитету у Лондону. Након тода је магистрирао на Сасексу, па је докторирао на Универзитету у Оксфорду 1981.

## Лични живот
Грејлинг живи у Пекаму са супругом, списатељицом Кети Хикман. Имају ћерку Маделину и сина Лука. Грејлинг има и двоје одрасле деце из првог брака.